# Rantum (Sylt)
Rantum is een plaats en voormalige gemeente in de Duitse deelstaat Sleeswijk-Holstein, en maakt deel uit van de gemeente Sylt in de Kreis Noord-Friesland.